# Halicias

Mapa de algunas de las ciudades de Sicilia en la Antigüedad. Halicias estaba ubicada en la zona occidental de la isla.

Halicias o Alicias (en griego, Ἁλικύαι) es una antigua ciudad de la zona occidental de Sicilia (Italia). Esteban de Bizancio la ubica entre las ciudades de Entela y Lilibeo.
Los halicieos son mencionados por Tucídides, que indica que eran sículos que, al igual que los habitantes de Centóripa, estaban en alianza con los atenienses durante la expedición a Sicilia de Nicias. Algunos historiadores, sin embargo, han opinado que en este pasaje Tucídides se refiere a otra ciudad del mismo nombre situada en otro lugar, o a la ciudad de Agirio.
Fue una de las ciudades tomadas y devastadas por Dionisio I de Siracusa en los años 397-6 a. C. cuando la ciudad era aliada de Cartago. Durante la campaña de los siracusanos del año 396, los halicieos, atemorizados, concluyeron un tratado de alianza con Siracusa. Poco después reaccionaron los cartagineses y enviaron una expedición bajo el mando de Himilcón. Los halicieos hicieron entonces defección de los siracusanos y se volvieron a unir en alianza con los cartagineses.
Durante la expedición de Pirro de Epiro del año 276 a. C. Halicias se unió, al igual que Selinunte y Egesta, al rey de Epiro.
En la primera guerra púnica, al igual que Egesta, Halicias se alió con los romanos. Cicerón indica que se trataba de una de las cinco ciudades de Sicilia inmunes y francas, junto a Panormo, Egesta, Halesa y Centóripa, pero a pesar de esta condición en tiempos de Verres fue una de las ciudades a las que se aumentó desmesuradamente los impuestos. Plinio el Viejo menciona a los habitantes de Halicias entre los sicilianos que debían satisfacer tributos, mención que parece indicar que la ciudad ya no gozaba de los privilegios anteriores.
La mayoría de los historiadores consideran que Halicias se ubicaba en el lugar que ocupa la actual ciudad de Salemi.